# براد رالف
براد رالف هو لاعب هوكي الجليد كندي، ولد في 17 أكتوبر 1980 في أوتاوا في كندا.

## وصلات خارجية
- براد رالف على موقع دوري الهوكي الوطني (الإنجليزية)
- براد رالف على موقع قاعة مشاهير الهوكي (لاعب أن.إتش.أل) (الإنجليزية)
- براد رالف على موقع EliteProspects.com (الإنجليزية)
- براد رالف على موقع HockeyDB.com (الإنجليزية)
- براد رالف على موقع Hockey-Reference.com (الإنجليزية)